# Mason Turner
Mason Turner, es un personaje ficticio de la serie de televisión australiana Neighbours, interpretado por el actor Taylor Glockner desde el 22 de febrero de 2013, hasta el 28 de febrero de 2014.

## Antecedentes
Sus padres Lauren Carpenter y Matt Turner y hermanos menores Amber y Bailey Turner llegan a Erinsborough en febrero del 2013. Mason no llega con ellos ya que se encuentra pasando un tiempo en detención juvenil luego de verse involucrado en un robo ocasionado por Robbo Slade, esto ocasiona que la relación entre Mason y su padre Matt se vuelva tensa ya que Matt fue quien lo arrestó y lo mandó a prisión por lo que Mason le guarda rencor.

## Biografía
Mason aparece por primera vez en la calle Ramsay cuando va a reunirse con su familia después de haber sido puesto en libertad del centro de detención juvenil.
En febrero del 2014 Mason decide irse de Erinsborough y mudarse a Darwin luego de que le ofrecieran un trabajo en las instalaciones del hotel de Lassiter de ahí.